# 竹节前胡
竹节前胡（学名：Peucedanum dielsianum）是伞形科前胡属的植物，为中国的特有植物。分布在中国大陆的四川、湖北等地，生长于海拔600米至1,500米的地区，多生长于山坡湿润岩石上，目前尚未由人工引种栽培。

## 别名
竹节防风（重庆涪陵、武隆）